# Буниаская и Кисанганская епархия
Буниаская и Кисанганская епархия (греч. Ιερά Επίσκοπη Μπούνιας και Κισανγκάνι) — епархия Александрийской Православной Церкви в северо-восточной части Демократической Республики Конго.

## История
Кисанганская епархия была учреждена 26 ноября 2018 года с кафедрой в городе Кисангани. Её территория была выделена из обширной Киншасской митрополии. С момента основания епархия оставалась вакантной.
15 февраля 2024 года Синод Александрийского патриархата перенёс центр епархии в город Буниа и избрал её первого архиерея. Титул был изменён на «Буниаский и Кисанганский».

## Епископы
- Поликарп (Диамантопулос) (с 10 марта 2024 года)